# Anomala eucardia
Anomala eucardia är en skalbaggsart som beskrevs av Frey 1976. Anomala eucardia ingår i släktet Anomala och familjen Rutelidae. Inga underarter finns listade i Catalogue of Life.